# لرمونتوفکا
لرمونتوفکا (به لاتین: Lermontovka) یک منطقهٔ مسکونی در روسیه است که در استان آمور واقع شده‌است.